# Турсунтский Туман
Турсунтский Туман — проточное озеро в Кондинском районе Ханты-Мансийского автономного округа Тюменской области России.
Находится в западной части Западно-Сибирской равнины, в 20 км к северо-западу от села Шаим.
Площадь 96,6 км². В Кондинском районе по этому показателю оно уступает только Леушинскому Туману.
Снеговое и дождевое питание. Берега заболочены. Через озеро протекает река Конда. В юго-восточной части выделяется Малый Турсунтский Туман, у которого на вытекающей из него р. Конде находилась опустевшая бывшая деревня Турсунт, в честь которой и было названо озеро.